# Joseph Cartier-Douineau
Joseph-Pierre-Sylvain Cartier-Douineau, né le 17 septembre 1758 à Tours et mort le 10 mars 1806 à Milan, est un homme politique français.

## Biographie
Joseph-Pierre-Sylvain Cartier est le fils de Joseph Cartier, marchand-fabricant en soie, et de Marie Cuisnier des Blinières. Il est le cousin de l'abbé Jean Cartier et de Charles Cartier-Saint-René.
Marchand-fabricant en soie et négociant à Tours, il devient officier de la compagnie bourgeoise du Grand Quartier de La Riche puis colonel commandant de la garde nationale (appelée garde citoyenne) de cette ville (1790). Il est élu notable du conseil général de la commune le 27 novembre 1790 et le reste jusqu'au 23 novembre 1791 date à laquelle il démissionne lorsqu'il est élu député. 
Le 1er septembre 1791, il est élu député d'Indre-et-Loire à l'Assemblée législative, par 146 voix sur 251 votants. Il vote avec la majorité, fait partie du comité de l'extraordinaire des finances, et proposa à l'Assemblée, qui les adopta (1er juin 1792), deux décrets d'intérêt local concernant le département de la Dordogne et la municipalité de Gannat.
En 1794, il est dénoncé par la Société populaire de Tours, arrêté et emprisonné. Son nom apparaît sur la liste des émigrés. À sa sortie de prison (sans doute après la chute de Robespierre), il quitte Tours et s'installe à Paris.
Il avait épousé, le 22 août 1780 à Tours (paroisse Saint-Pierre-le-Puellier), Madeleine Douineau de Charentais (1762-1791), fille de Pierre Olivier Martin Douineau de Charantais, président-trésorier de France et grand voyer de la généralité de Touraine. Des quatre enfants du couple, seule la fille aînée, Marie, parvient à l'âge adulte.
Joseph Cartier-Douineau meurt à Milan le 10 mars 1806 chez sa fille Marie où le second époux, Benedetto Alessandro Mozzoni Frosconi (1783-1840) est préfet du département Rubicon et Piave.